# Arés
Arés (starořecky Ἄρης), syn nejvyššího řeckého boha Dia a jeho manželky Héry, je v řecké mytologii bohem války.
Je známo, že na Olympu jsou hned dva bohové války, mezi nimiž však je propastný rozdíl.
- Arés je bohem zuřivé války, krvavých bojů a válečného běsnění. Nezáleží mu na důvodech války, miluje bojovníky, jejich statečnost, ale i jejich umírání. Je ve svém živlu uprostřed řinčení zbraní a potoků krve. Podporuje rozpoutání jakékoliv války v kterémkoliv okamžiku. Není přítelem vyjednávání, potlačování válečných konfliktů.
- bohyně Athéna, bohyně moudrosti, ochránkyně statečnosti, práva, spravedlnosti, ale také umění, je bohyní vítězné války. Nedala se nikdy unést zuřivostí, vede války moudře a rozvážně, hlavně však vítězně.

To se o Aréovi říci nedá. Nevynechá jedinou bitvu, objevuje se s velkým štítem, pancířem a svým kouzelným mečem. Jeho stálými průvodci jsou synové Deimos – zosobnění děsu – a Fobos – zosobnění strachu. Je zkušený válečník, avšak podporuje jednou tu, podruhé onu stranu, jak se mu právě hodí. Není neporazitelný, mnohdy opouštěl pole s nepořízenou. Athéna nad ním vítězí vždycky, nikdy ji nepřemohla bojovná zuřivost. Arés není oblíbený lidmi, ale ani bohy, jeho otec Zeus ho mnohokrát káral a nebýt to jeho syn, vyhrožoval by mu svržením do hlubin Tartaru.
Některé válečnické historky líčí Aréa velmi nepříznivě, např. když ho pod Trójou zranil kopím bojovník Diomédes, Arés uprchl z bojiště. Jednou ho prý také přemohli Ótos a Efialtés, dva mladí Giganti, spoutali ho a zavřeli do sudu, kde ho drželi přes rok a kdyby ho bůh Hermés neosvobodil, nikdy by se nevrátil.
Přesto ale byl Arés líčen jako celkem hezký muž, který svou vojáckou obhroublostí přitahoval ženy. Důkazem je, že se do něj zamilovala sama bohyně lásky Afrodíté, manželka ošklivého boha Héfaista. Jejich syny byli Deimos, Fobos, Erós, Anterós a dcerou Harmonia, manželka thébského krále Kadma.
Arés byl ctěn v Řecku mnohem méně než jeho římský protějšek Mars. Obě tyto postavy však nejsou zcela totožné a Mars rozhodně byl bohem významnějším.
Po římském bohu Martovi byl pojmenován germánský kmen Marsů, který obýval severozápadní Německo, mezi řekami Rýn, Ruhr a Lippe okolo devátého století n. l. Marsové byli tak pojmenování pro svou výbornou strategii a krvežíznivost, pomocí které byli považováni za skvělé válečníky a důležitou alianci v bitvě v Teutoburském lese.[zdroj⁠?!]

## Odraz v umění
- socha Arés Borghese je římská kopie z let 420–410 př. n. l. (dnes v pařížském Louvru)
- Arés Ludovisi z přibližně téhož období (je dnes v římském Národním muzeu v Termách)
- Rubensův obraz Mars korunovaný bohyní vítězství je asi z r. 1612 (dnes v Drážďanské galerii)
- Rembrandtovo veliké plátno Mars z roku 1655 (dnes v Umělecké galerii v Glasgow a mnohá další díla